# Spoorlijn Schopfheim - Bad Sächingen
De spoorlijn Schopfheim - Bad Sächingen, ook wel Wehratalbahn genoemd, is een Duitse spoorlijn als lijn 4401 onder beheer van DB Netze.

## Geschiedenis
Dit traject werd door de Deutsche Reichsbahn tussen 1887 en 1890 aangelegd. Door deze spoorlijn was het niet meer nodig om met name het goederenvervoer van en naar de toenmalig Duitse Elzas over Zwitsers grondgebied te laten lopen.

## Treindiensten

### Deutsche Bahn
De Deutsche Bahn verzorgde tot 23 mei 1971 het personenvervoer op dit traject RB-treinen. Het goederenvervoer tussen Bad Säckingen en Wehr werd op 1 september 1990 beëindigd. Het traject werd op 31 december 1994 gesloten.

## Aansluitingen
In de volgende plaatsen is of was er een aansluiting van de volgende spoorlijnen:

### Schopfheim
- Wiesentalbahn, spoorlijn tussen Basel Bad.bf en Zell im Wiesental

### Bad Sächingen
- Hochrheinbahn, spoorlijn tussen Basel en Konstanz